# Cloître d'Elne
Le cloître d'Elne est un monument médiéval situé dans la ville d'Elne, dans le département français des Pyrénées-Orientales en région Occitanie. 
Ce cloître était autrefois le lieu de résidence des chanoines de la cathédrale d'Elne. Le cloître est surtout connu pour sa sculpture romane, mais il abrite également de nombreuses sculptures gothiques.
À la différence de la plupart des cloîtres du Roussillon, le cloître d'Elne n'a pas été construit pour des moines mais pour des chanoines, clercs assistant l'évêque dans son gouvernement du diocèse. Ces chanoines disposaient de bâtiments de vie et d'étude situés à l'est et à l'ouest du cloître. La cathédrale est située au sud du cloître.
Le cloître est classé monument historique depuis 1840.

## Historique
La construction du cloître s'est faite en plusieurs étapes : la galerie sud a été réalisée à la fin du XIIe siècle, probablement par l'évêque Guillermo Jordán (1172-1186) qui y est enterré. C'est la plus remarquable. La galerie est du XIVe siècle, la galerie nord date du XIIIe siècle et la galerie ouest du XIIIe siècle. Elle a été qualifiée par Marcel Durliat de galerie "pastiche" car elle pastiche les chapiteaux de la galerie sud. Le cloître comptait autrefois un étage, sans doute du XIVe siècle, mais il fut détruit en 1827. Le chantier du cloître a été mené avec obstination par les chanoines d'Elne malgré le déclin de la ville face à sa rivale Perpignan. La résidence des chanoines a été transférée officiellement à Perpignan en 1602, mais le cloître devait être abandonné bien avant cette date. À la révolution il fut occupé par l'administration municipale et devint le cloître des citoyens. Les premières restaurations du monument intervinrent à cette époque.
Le cloître d'Elne est un des rares cloîtres du Roussillon  à être demeuré intact sans avoir été restauré massivement. Il est, de plus, l'un des plus complets. Il rassemble en un seul monument, toute l'évolution de la sculpture médiévale en Roussillon.

## Description
Le cloître respecte le schéma d'architecture établi au XIIe siècle : chaque galerie compte cinq piliers quadrangulaires et huit colonnes géminées réunies par des arcs en plein cintre. Il est entièrement bâti en marbre blanc, sans doute du marbre de Céret. L'espace central est occupé par un jardin qui n'était sans doute pas accessible à l'époque médiévale, la margelle des galeries n'étant interrompue par aucune porte.
Le cloître affecte, en plan, la forme d'un quadrilatère irrégulier. Les galeries orientale et occidentale, au lieu d'être perpendiculaire à celle du sud et au mur de l'église, s'inclinent légèrement vers l'est.
La voûte du cloître est sur croisée d'ogives, avec des doubleaux et des formerets. Les compartiments des voûtes sont maçonnés en briques posées de champ. Les travées du cloître ne sont pas carrées. Elles s'allongent dans le sens de l'axe des galeries, de sorte que l'arc des doubleaux est beaucoup plus aigu que celui des formerets.
Les nervures s'appuient sur les piliers. Les colonnettes portent les arcades par lesquelles les galeries prennent jour sur le patio. L'arc en plein cintre de ces baies est encadré, sur ses deux faces d'un chanfrein. À l'intérieur, ce chanfrein est orné de quatre-feuilles et de rosaces. À l'extérieur, il porte de loin en loin une tête-plate. Ce chanfrein se retrouve dans plusieurs cloîtres catalans, notamment à Girone.
Les supports, les nervures, l'appui de la claire-voie, la lunette des voûtes du côté du patio, le mur extérieur jusqu'à la corniche, sont en marbre blanc veiné de bleu.
Le cloître est renommé pour la richesse de l'appareil et par l'extrême variété des motifs de décoration. Ainsi, les chapiteaux des colonnettes, les impostes des piliers, un grand nombre des futs des colonnettes, quelques astragales sont couverts d'une ornementation d'une grande variété : telle colonnette est revêtue d'écailles, telle autre d'entrelacs ou striée de cannelures ou creusée de gorges profondes contournées en spirale. Certains futs sont à pans coupés et d'autres ornées de feuillages.
Les colonnettes font toutes 1,04 m de haut. les chapiteaux et les bases font 34 cm de côté pour des tailloirs de 81 cm par 46 cm.
Les culs-de-lampe placés aux quatre angles du cloître sont sculptés d’Évangélistes. qui surmontent leur symbole, à savoir : le taureau pour Luc, l'ange pour Matthieu, le lion pour Marc et l'aigle pour Jean. Ils ont été mutilés par les soldats de Napoléon qui avait transformé le cloître en écuries.

### La porte entre le cloître et l'église
La porte par laquelle on passe de l'église au cloître est particulièrement riche. Son archivolte et ses piédroits, qui ont  à une moulure près, un profil identique à celui de l'archivolte, comprennent des gorges et de larges bandeaux unis ou sur lesquels sont appliqués des tores. Les assises des piédroits et les voussoirs sont alternativement en marbre blanc et en marbre rouge.
Les bases des colonnettes de la porte débordent leurs petits socles prismatiques et sont soutenues par des modillons. Les chapiteaux sont travaillés. Le décor est propre au Roussillon  avec ses monstres et ses feuillages.
Les vantaux de la porte sont armés de pentures en fer forgé d'un style archaïsant datant du XIVe siècle.

### La galerie sud
La galerie sud (du XIIe siècle) est la plus ancienne, et est, de fait, la seule à être pleinement romane. Elle est longue de 15,50m pour une largeur de 3,60m.
Ses sculptures sont les héritières des ateliers de Serrabone et de Saint-Michel de Cuxa. Les chapiteaux développent des thèmes végétaux, côté jardin, et des thèmes d'animaux, côté galerie. Côté galerie, il est possible d'admirer des griffons, des aigles, des bouquetins, des lions et des paons ; côté jardin, on découvre des rangées de palmettes, de feuilles d'acanthe et de fleurs carrées de lotus.
Le mur de la galerie, contigu à la cathédrale, abrite de nombreuses sépultures de prélats et d'habitants d'Elne. Ainsi, la galerie abrite la pierre tumulaire de l'évêque Guillaume Jorda. Elle date de la fin du XIIe siècle.
À l'extrémité de la galerie une grande porte du XIVe siècle, réalisée dans un assemblage de marbres blancs et rouges, permet d'entrer dans la cathédrale.
Cette galerie a reçu des voûtes gothiques au XIVe siècle qui ont remplacé la couverture primitive en bois. À la retombée des arêtes, des voûtes décorées de scènes en bas-relief représentent des épisodes de la Résurrection du Christ:
- Jésus-Christ dans les Limbes.
- La Mise au Tombeau.
- L'apparition de Madeleine après la Résurrection.
- L’Ascension.
- La Pentecôte.

Le pilier central est le seul à être orné de scènes historiées, tirées de la vie de saint Pierre et de saint Paul. Les personnages sont disproportionnés, leurs vêtements sont schématiques avec des plis qui tombent lourdement. Les yeux sont coulés au plomb, ce qui donne au regard des personnages, du volume et de la vie. Les chapiteaux étaient peints. lors des restaurations et des nettoyages, des traces ont été retrouvées. Le rouge serait la couleur dominante.
Sur un des piliers, sont représentés trois chevaliers, dont deux sont vêtus de haubert et coiffés d'un capuchon de maille. Ils sont accompagnés de leurs écuyers. L'un des chevaliers a mis pied à terre et se tient en face d'un baron assis qui le saisit à la poitrine. Cette scène peut représenter l'entrevue des Mages et d'Hérode ou être une illustration tirée d'un fabliau.
Un autre pilier (deuxième pilier à partir du portail de la cathédrale) porte à son imposte, un bas-relief dont l'objet est difficile à déterminer. Il représenterait deux épisodes du martyre de saint Pierre qui était l'objet d'un culte à Elne. Il pourrait s'agir de la scène connue sous le nom de "Domine quo vadis" racontant la fuite de saint Pierre de Rome devant l'hostilité de ses habitants et sa rencontre avec le Christ qui lui dit " Je vais à Rome pour y être crucifié de nouveau". Cette scène est sculptée sur la face ouest du pilier. Sur les faces sud et est, est figurée la séparation de saint Paul (personne petit) et de saint Pierre que les soldats trainent au supplice. Dans la première scène, le Christ est pieds nus et en chasuble. Dans la seconde, l'un des soldats porte une espèce de chlamyde  courte nouée sur l'épaule qui était commune au XIIe siècle en Roussillon.
Une des colonnettes du côté du patio est surmontée d'un chapiteau historié. C'est l'un des plus remarquables du cloître. Il représente la création d'Adam et celle d’Ève ainsi que leur chute. Dieu modèle Adam à partir de la glaise et tire Ève de la côte de ce dernier.
Deux chapiteaux doubles présentent des sirènes. La sirène tient dans ses mains les  extrémités de ses deux queues de poisson. Les écailles sont dessinées avec précision. Sa physionomie ne montre pas la jeunesse. Le bas de son buste est caché par une curieuse petite jupe plissée tenue par une ceinture de perles. Cette sirène est représentée quatre fois sur le chapiteau côté patio. Sur celui côté galerie, l'iconographie de la sirène est un animal ailé, un oiseau, avec une tête humaine. Elle est représentée, aussi, quatre fois, à chaque angle du chapiteau.

### La galerie ouest
La galerie ouest (milieu du XIIIe siècle) est une copie des sculptures de la galerie sud, avec quelques chapiteaux traités dans un style gothique. Elle en marque la naissance. En effet, dans les derniers chapiteaux de la galerie, on peut remarquer le travail du détail et la finesse de la sculpture si caractéristiques de l'art gothique.
Cette galerie longe des constructions qui devaient être autrefois la salle capitulaire et le réfectoire. La salle capitulaire abrite de nos jours un musée sur l'histoire locale. Il présente, notamment, une armoire liturgique du XIVe siècle, provenant de la cathédrale.
Les voûtes de la galerie, qui fait 17,60 m de longueur pour 3,50 m de large, sont sur croisées d'ogives à nervures saillantes et retombées sur culs-de-lampe du XIIIe siècle.
Sur un des piliers de la galerie, la scène des trois chevaliers figurant sur un des piliers de la galerie sud a été de nouveau sculptée.
Le chapiteau qui suit ce pilier, du côté de la galerie, décrit les scènes de la création et du péché originel, traitées à l'époque gothique.
Un autre pilier présente de nouveau la scène de "Domine quo vadis". Ce travail date de la réfection du cloître. C'est une copie des bas-reliefs analogues de la galerie du sud, exécutée avec de curieuses variantes. Ainsi, sur le bas relief du XIIe siècle, se trouve, à côté du Christ, une tête sans corps qui devait être la représentation d'un personnage placé à l'arrière plan. L'artiste de l'époque gothique n'a pas compris le modèle, et il a figuré le Christ tenant cette tête par les cheveux et la jetant dans la ville. De même, l'artiste a transformé saint Paul en soldat dans la scène décrivant la séparation de ce dernier de saint Pierre.
Le mur intérieur de la galerie présente une série d'épitaphes et de pierres tombales dont une en marbre blanc qui porte la signature de Ramon Bianya.

### La galerie nord
La galerie nord (fin XIIIe siècle) est longue de 16,80 m pour une largeur de 3,50 m. Elle voit coexister à parts égales des chapiteaux de style roman et des chapiteaux gothiques. Les œuvres de l'époque gothique sont inspirées de l'art de l'Ile-de-France. L'explosion des thèmes végétaux très naturalistes en font un véritable herbier : feuilles de lierre, de marronnier, de figuier, de chêne ou de platane.
Le schéma de sculpture est toutefois le même que dans la galerie sud, avec surtout des chapiteaux à décor végétal et animal, et une seule scène historiée, le martyre de sainte Eulalie et sainte Julie, sur le pilier central.
Eulalie de Merida est une de ces jeunes martyres, comme Agnès, ou Cécile, dont le nom rayonne dans l'histoire des premiers âges du christianisme. À treize ans, elle s'enfuit de la maison paternelle pour confesser publiquement sa foi. Ni les fouets des bourreaux, ni l'huile bouillante qu'on lui versa sur les seins, ni le bain de chaux dans lequel on la plongea, ni le plomb fondu dont elle fut arrosée ne purent briser sa foi en Dieu. Elle fut traînée au supplice par les cheveux, et on lui brula les flancs. Son cadavre fut abandonné sur place. Mais Dieu voulut que la neige enveloppât d'un suaire son corps. Le lendemain, les fidèles retrouvèrent son corps éclatant de blancheur. Telle est la légende de sainte Eulalie.
Battue de verges, elle est représentée sur la face est. Sur la face nord, figurent le préteur et le juge qui l'ont envoyée au supplice. La face ouest représente sa descente de croix. Dans la réalité, sainte Eulalie de Mérida n'a pas été crucifiée. Le sculpteur a sans doute confondu la patronne d'Elne avec son homonyme, sainte Eulalie de Barcelone qui a été attachée au chevalet. Cette scène pourrait, aussi, représenter le martyre de sainte Julie.
Sur un des piliers de la galerie, figure, de nouveau, la scène des trois chevaliers.

### La galerie est
La galerie est la dernière à avoir été construite, au XIVe siècle entre 1315 et 1325. Elle est de style gothique, longue de 17,60 m pour une largeur de 3,50 m. Construite à l'apogée du gothique roussillonnais, elle est consacrée à la vie de la Vierge et du Christ. En effet, la galerie est décorée d'un cycle de l'enfance du Christ représenté sur ses piliers, et d'un cycle de la Passion, sur le mur de la galerie :
- la flagellation,
- Jésus sur le chemin du Calvaire avec un bourreau lui donnant un coup de pied,
- la Crucifixion.

Un des piliers de la galerie illustre la mort de la Vierge. Les Apôtres pleurent autour du lit et le Christ, reconnaissable à son nimbe crucifère, tient l'âme de sa mère. Cette dernière est représentée, selon une iconographie classique, sous la forme d'une petite figurine.
Viennent ensuite l'Apparition  de Jésus à Marie-Madeleine, l'Enfant Jésus au milieu des docteurs, qui sont reconnaissables à leurs bonnets pointus et aux livres qu'ils tiennent, la Présentation au Temple et la Fuite en Égypte.
Sur le chapiteau d'une des colonnes, sur le côté de la galerie, sont représentées plusieurs scènes : Lazare et le mauvais riche ; les chiens léchant les plaies de Lazare, les anges enlevant l'âme de Lazare dans le sein d'Abraham ; des diables emportant l'âme du mauvais riche.
Sur un autre pilier, ont été sculptés le massacre des Innocents, le songe des trois Rois, l'Adoration des Mages et leur voyage.
Un chapiteau représente, sur la face côté galerie, la Création.
Sur un autre pilier, plusieurs scènes sont illustrées : les rois Mages en présence d'Hérode, l'apparition des anges aux bergers, la Nativité, la Visitation, l'Annonciation.
Sur le mur intérieur, aux retombées des arêtes des voûtes, par un souci esthétique de finition, des petits tableaux ont été sculptés. Ces tableaux illustrent le chemin de Croix qui se termine dans la galerie sud.
Une des portes donnant dans cette galerie s'ouvre sur une chapelle souterraine. Celle-ci était autrefois dédiée à saint Laurent. Elle suit la galerie sur toute sa longueur. Ses proportions son écrasées et son extrême simplicité donnent à cette construction un aspect archaïsant. Elle prenait jour sur le cloître par des fenêtres très ébrasées. De nos jours,  elle abrite un musée archéologique qui présente des objets provenant des fouilles conduites sur le territoire de la commune, et qui en reflètent l'histoire, du néolithique au Moyen Âge.

### Les anciens bâtiments claustraux
Les anciens bâtiments claustraux sont occupés par des salles d'histoire et d'archéologie abritant une collection d'objets d'art d'Elne, dont le plus notable est une armoire liturgique de la fin du XIVe siècle décorée d'une Vierge allaitante, armoire qui est de retour depuis peu à Elne.

## Le cloître dans l'art

### Album de Charles Stanislas L'Eveillé
Au début du XIXe siècle, l'ingénieur Charles Stanislas L'Eveillé fit un voyage dans les Pyrénées, et dessina une vue du cloitre dans un album. Cet album est conservé à Marseille au MUCEM.

## Galerie photographique

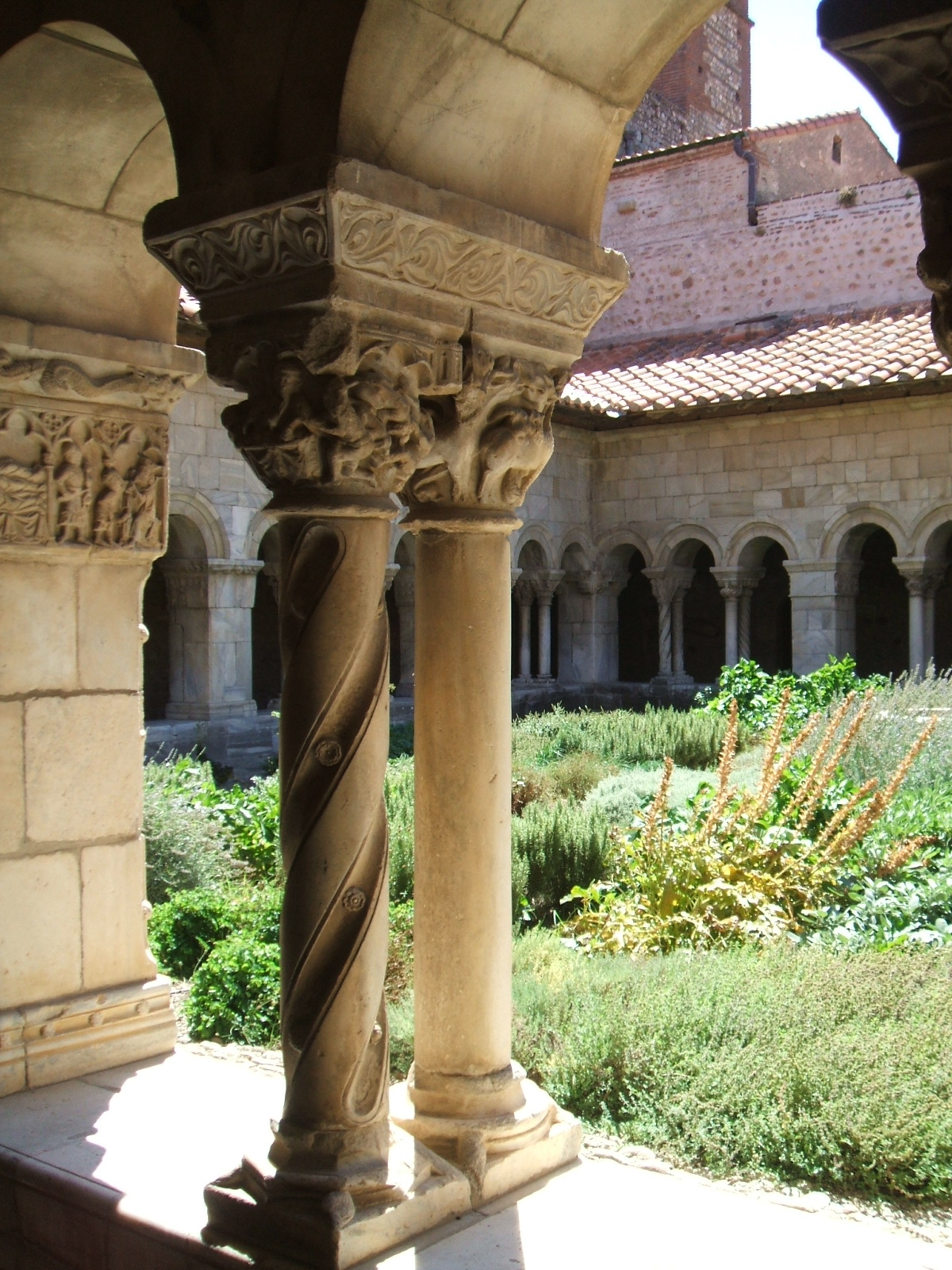
Colonne de la galerie Est (XIVe siècle)
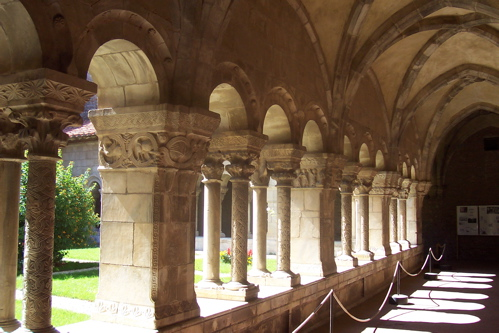
La galerie nord du cloître
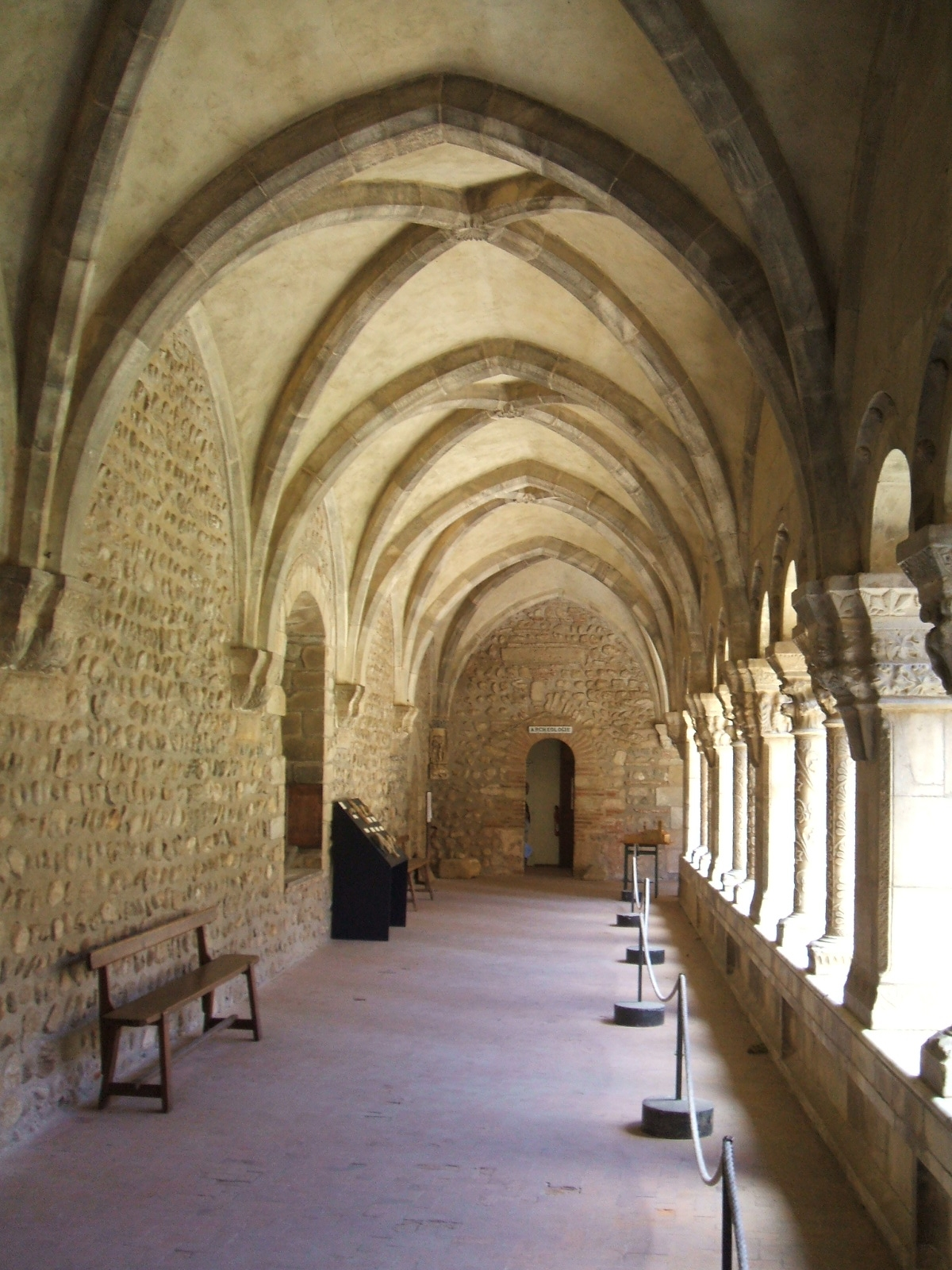
Galerie Nord (fin du XIIIe siècle)
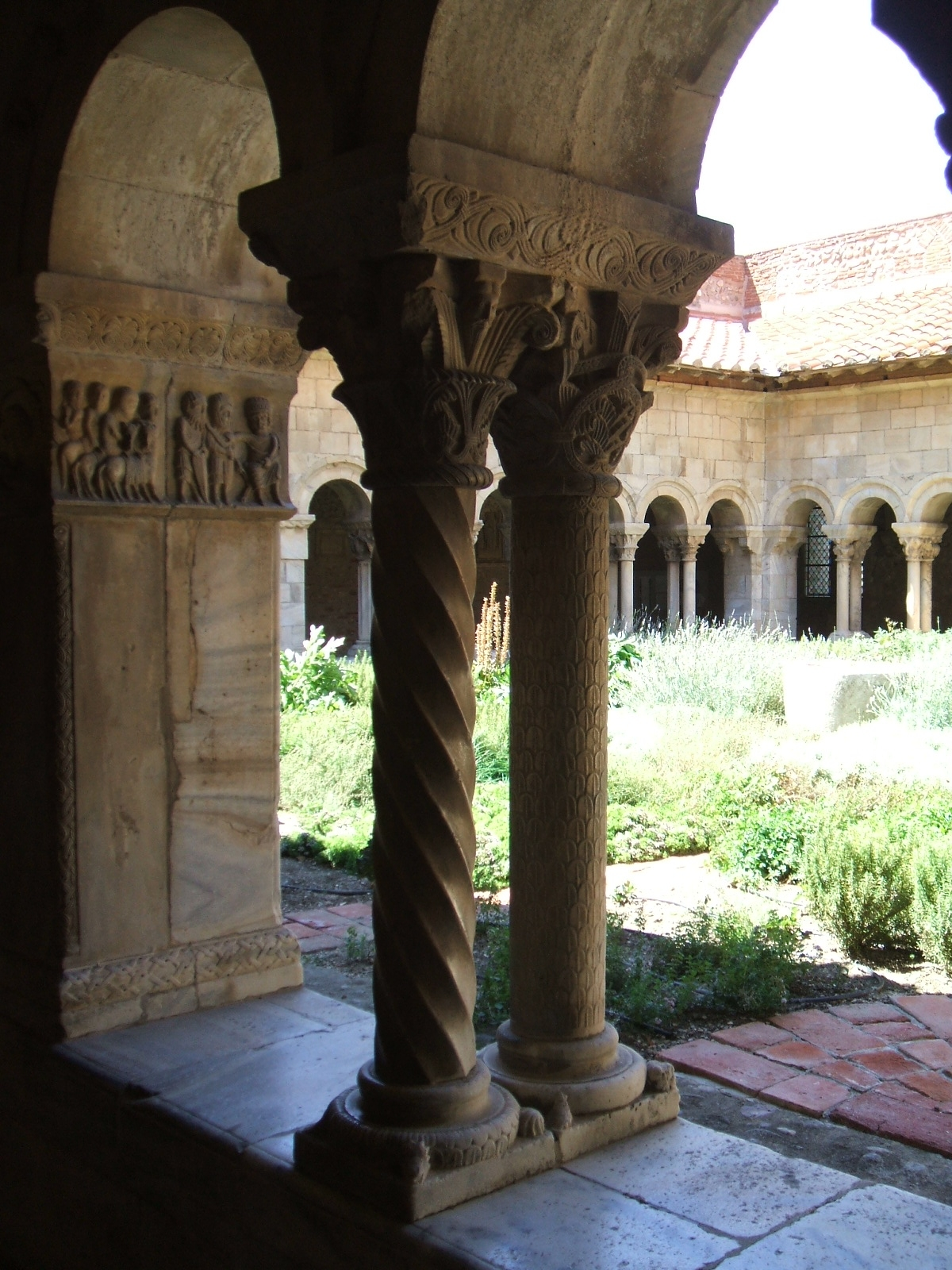
Galerie Sud, colonne (XIIe siècle)
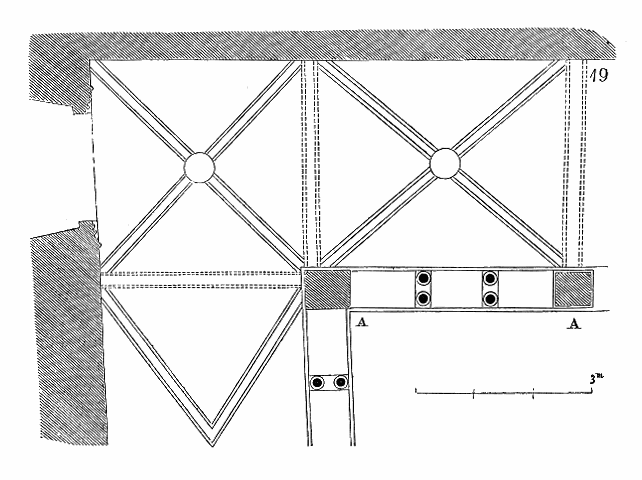
Plan d'une section du cloître (Encyclopédie Médiévale, Viollet-le-Duc)
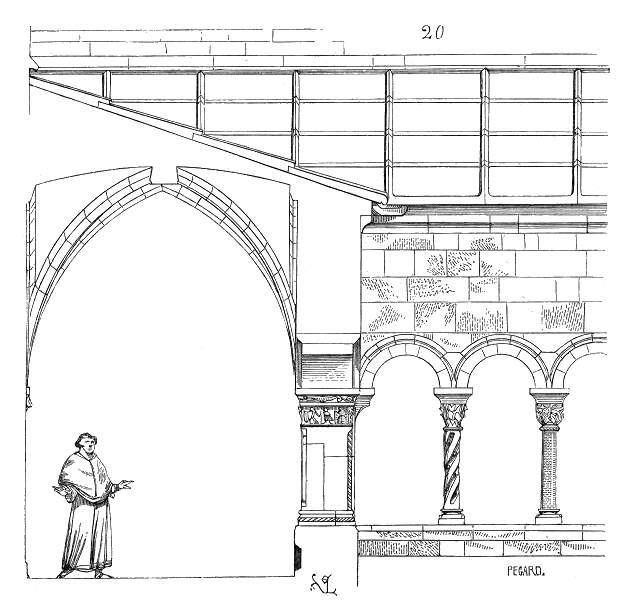
Élévation du cloître (Encyclopédie Médiévale, Viollet-le-Duc)
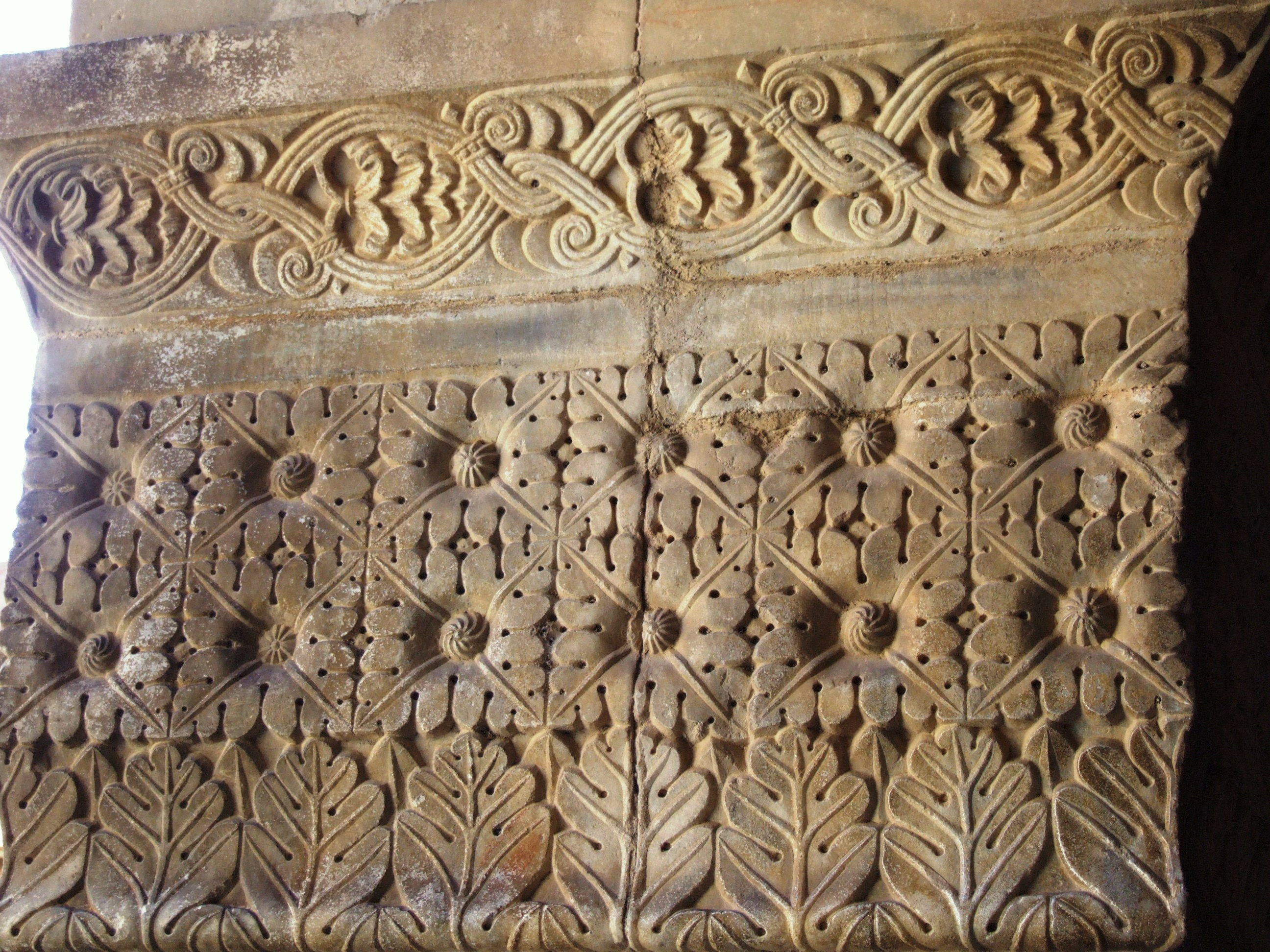
Chapiteau
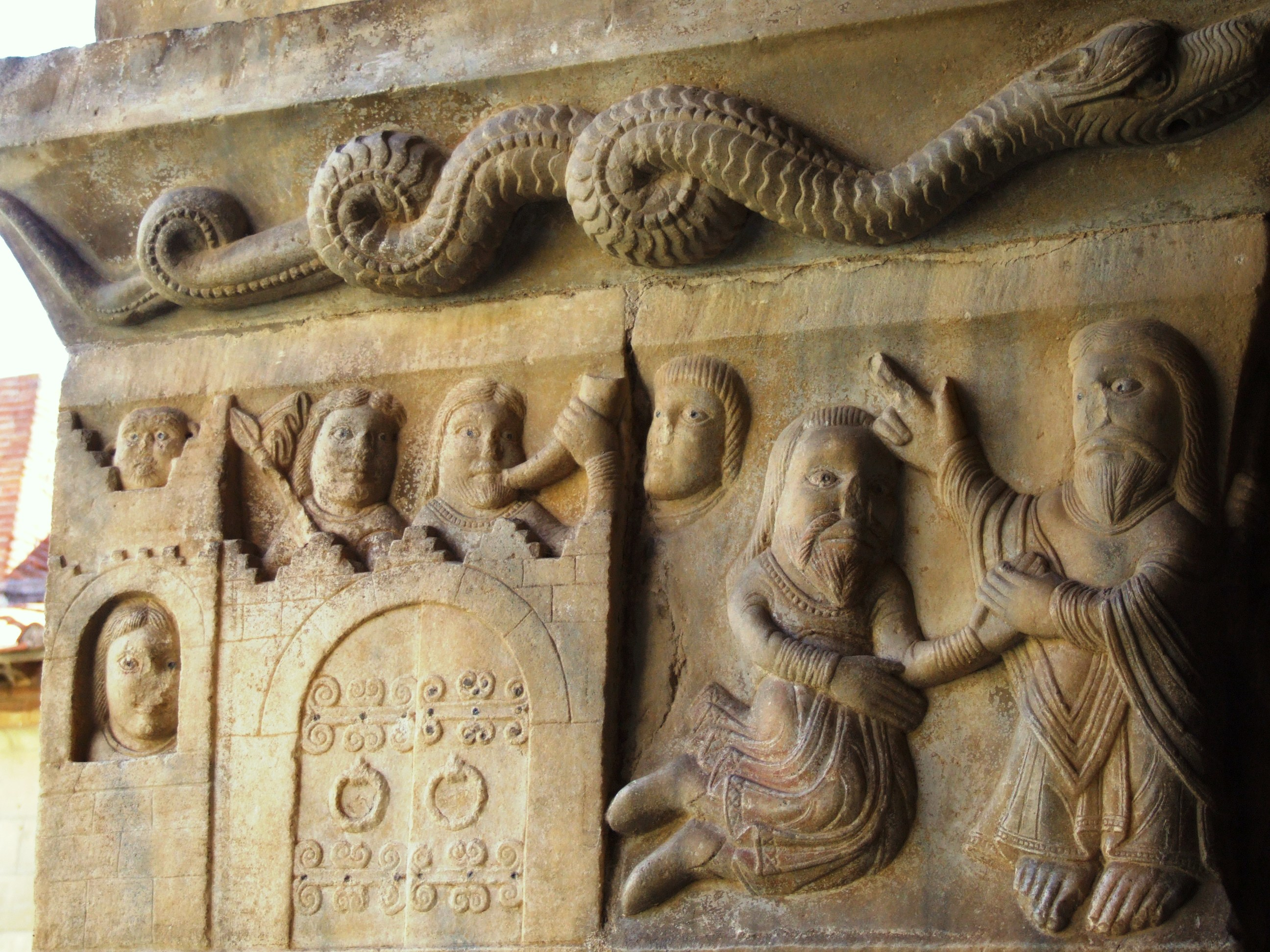
Chapiteau
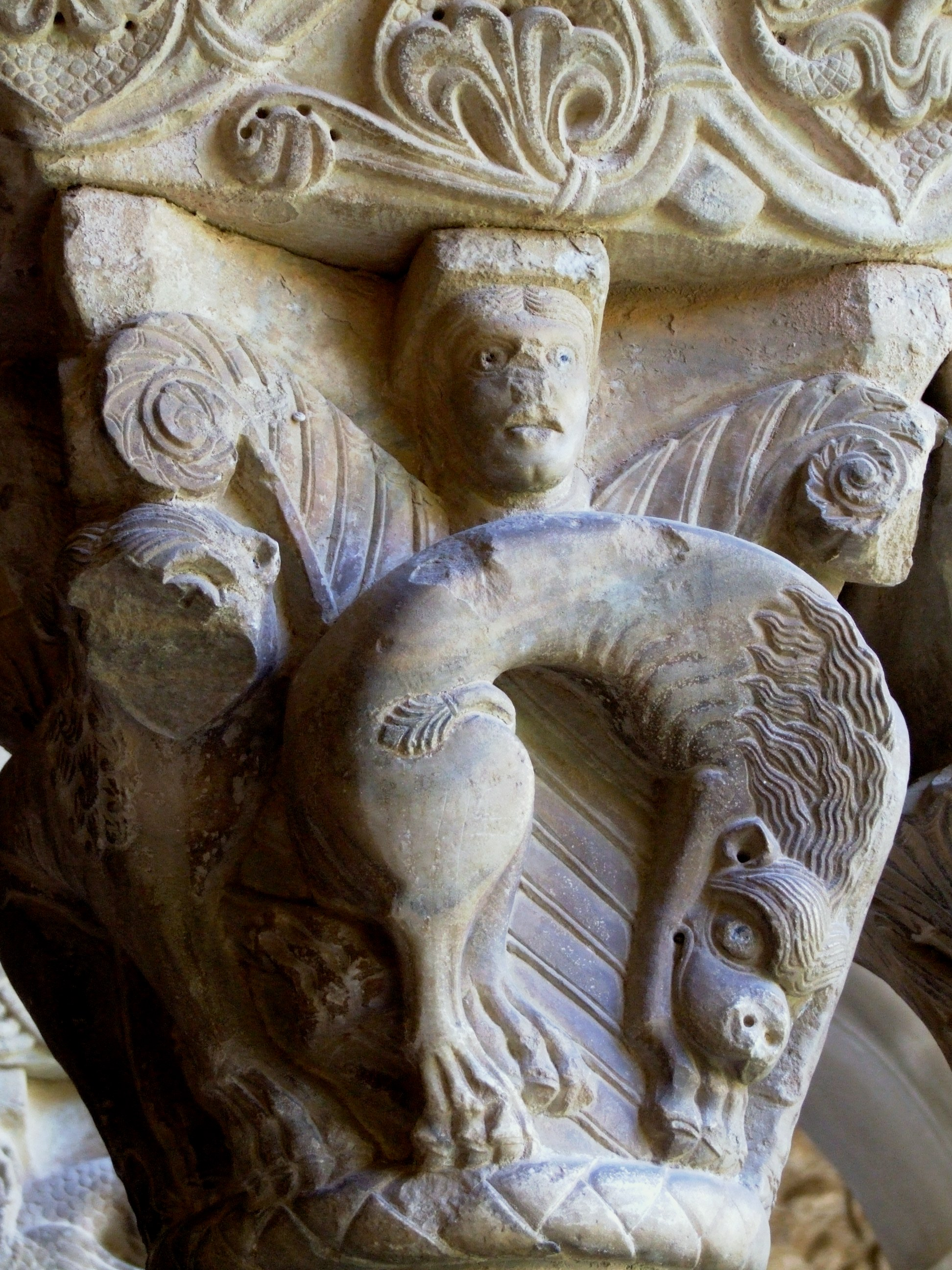
Chapiteau
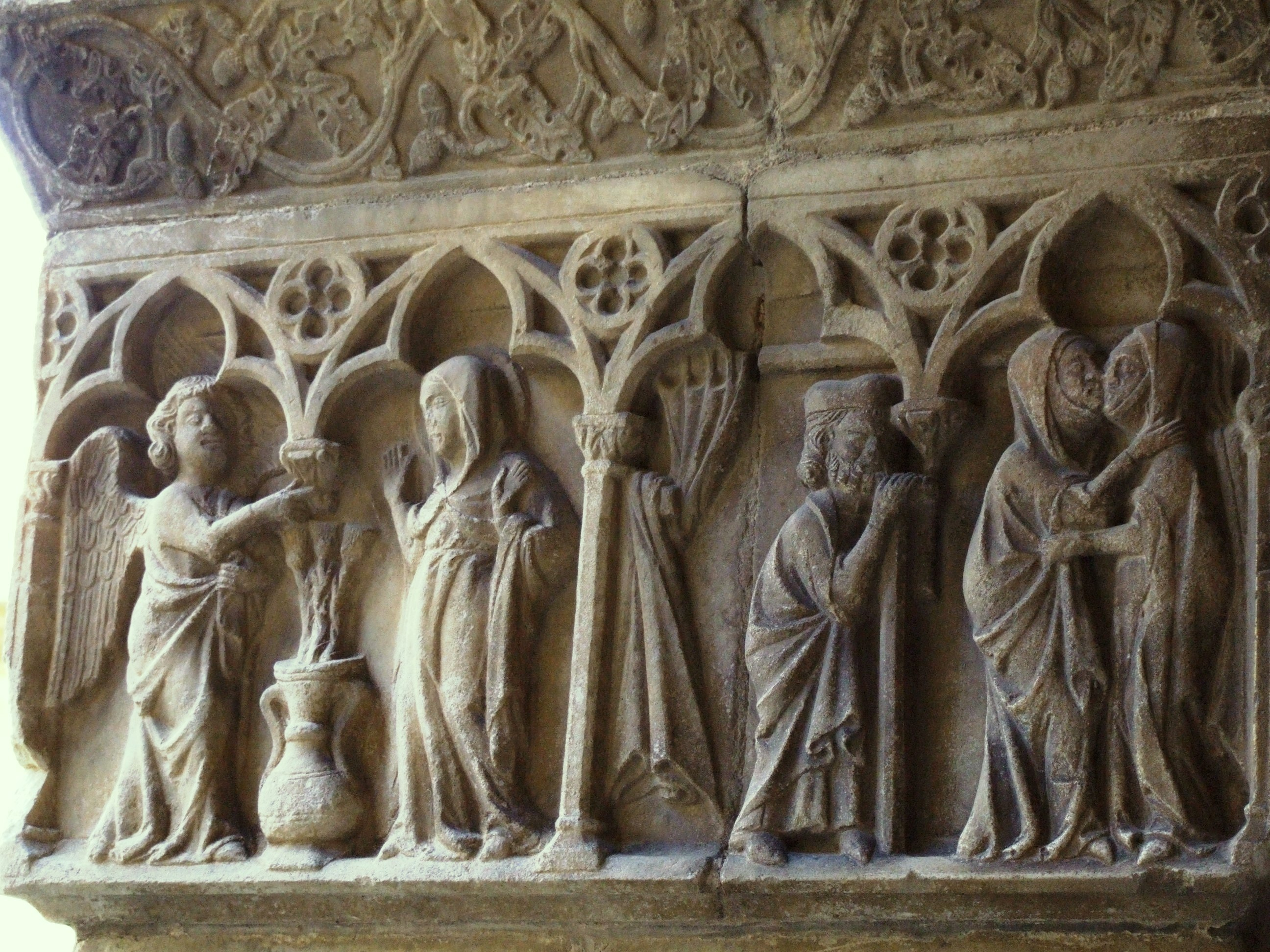
Chapiteau de l'Annonciation
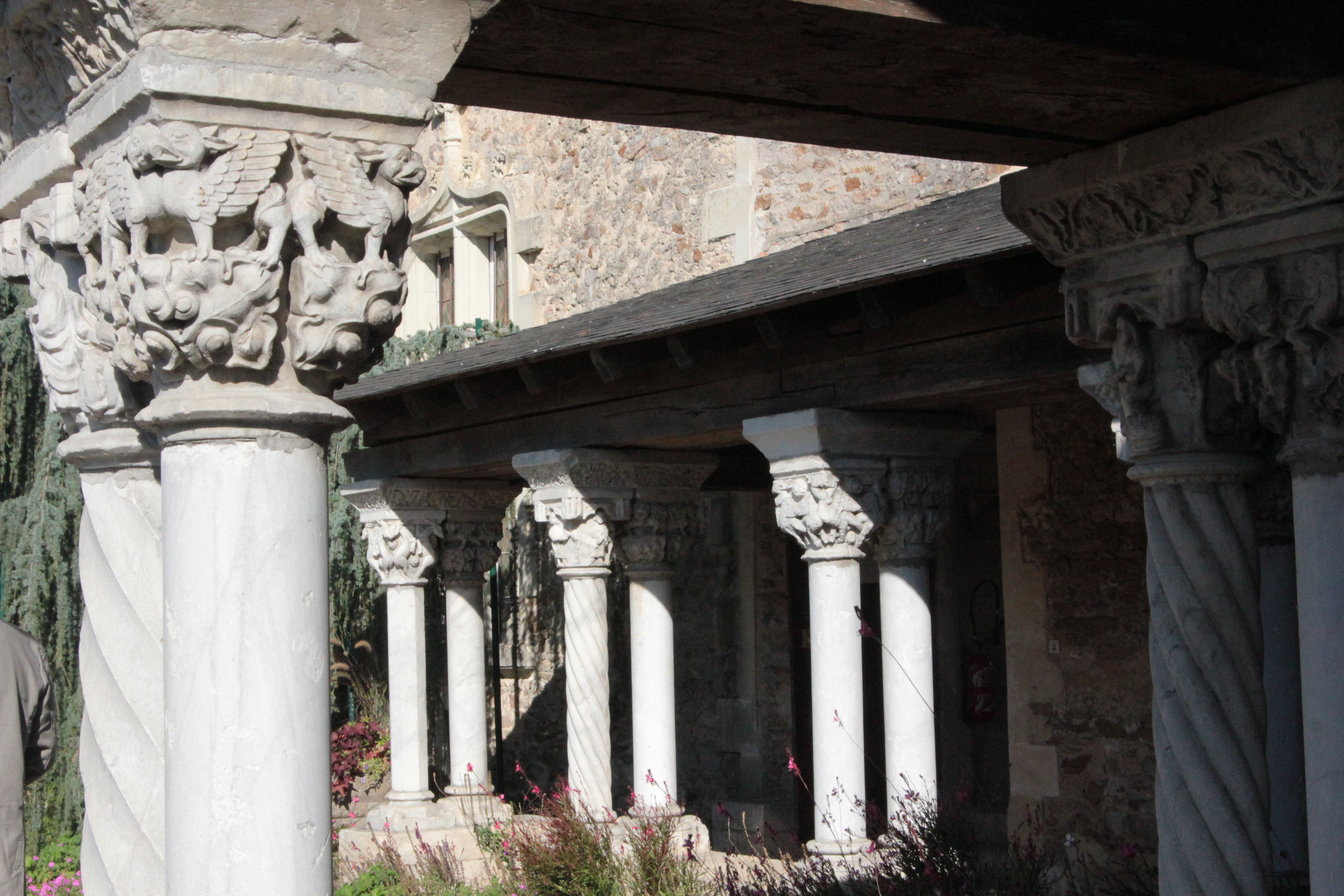
Partie du Cloître d'Elne déposée au Château de Villevêque
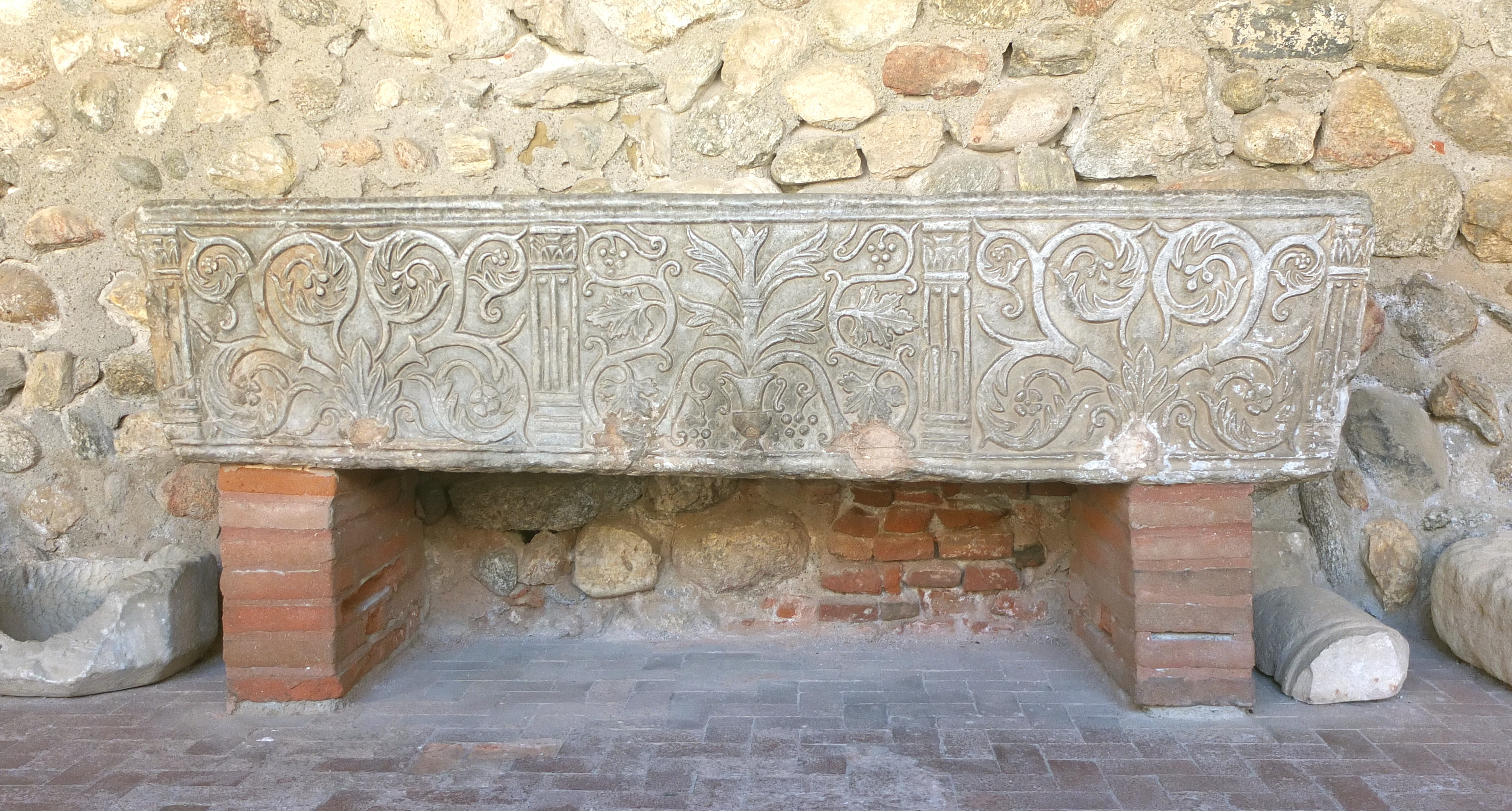
Sarcophage Chrétien (Ve siècle)
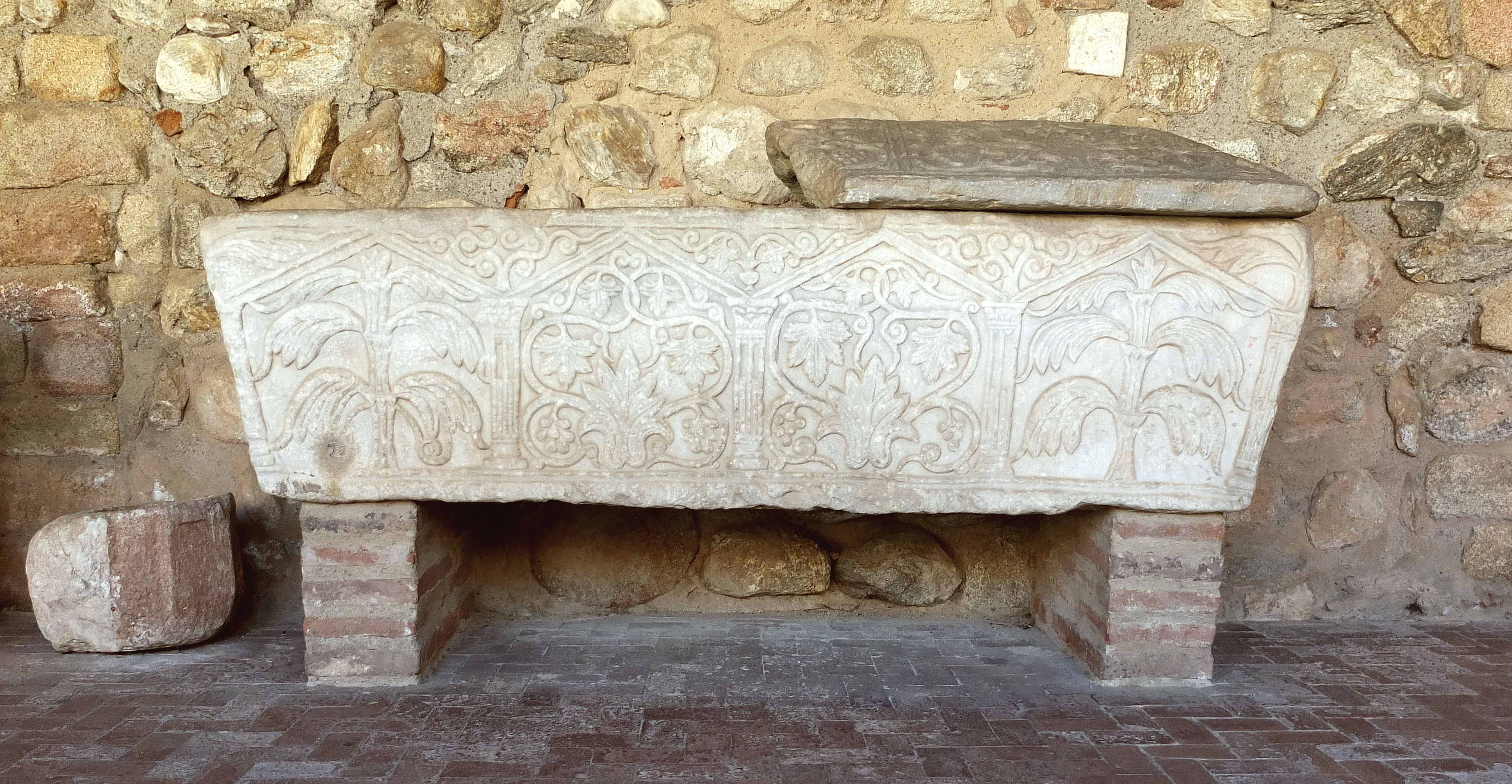
Sarcophage Chrétien (Ve siècle)
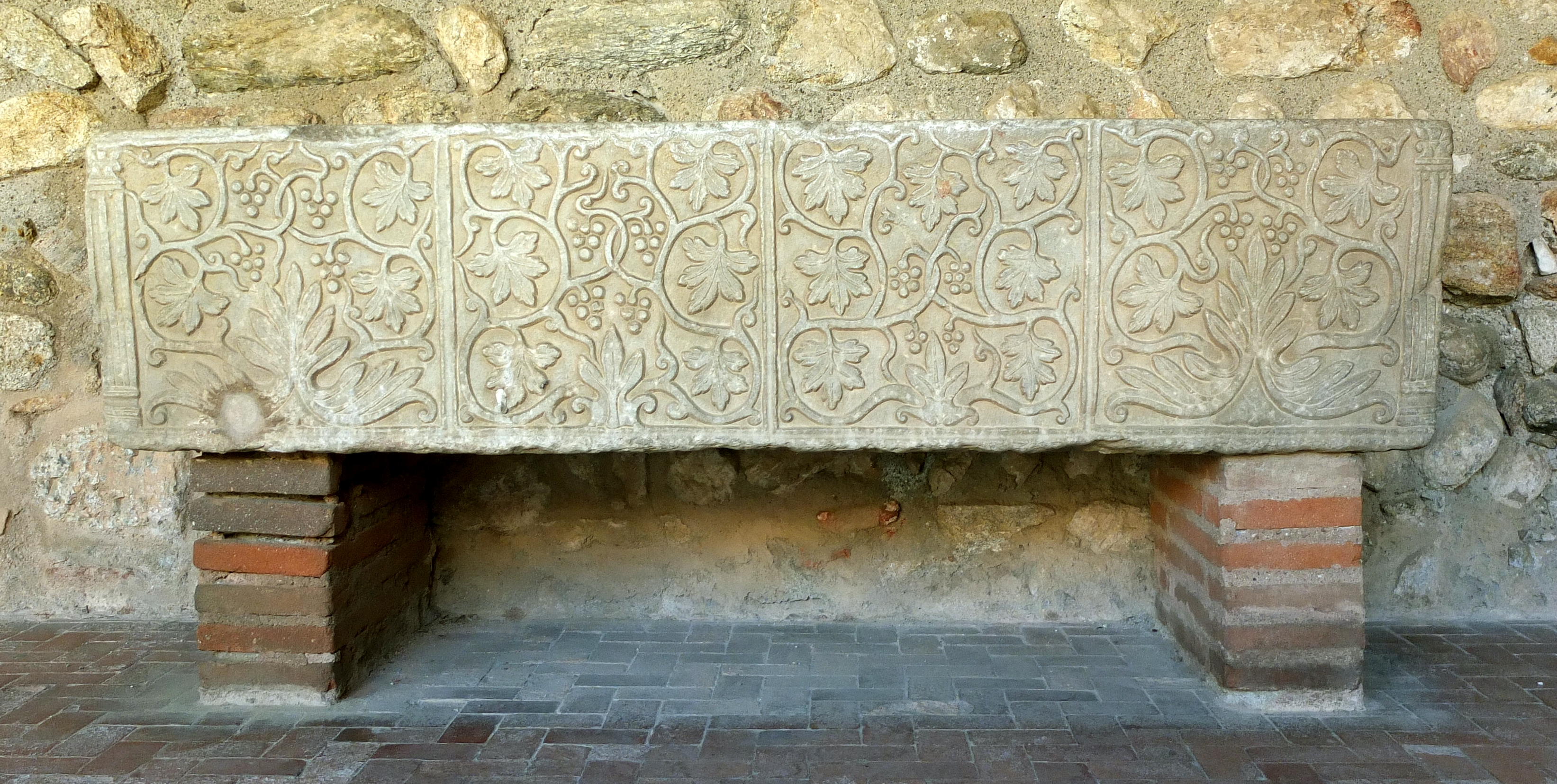
Sarcophage Chrétien (Ve siècle)